# 道の駅らんこし・ふるさとの丘
道の駅らんこし・ふるさとの丘（みちのえき らんこしふるさとのおか）は、北海道磯谷郡蘭越町にある国道5号の道の駅である。
2003年（平成15年）10月26日、既存の「ふるさとの丘」という観光施設を整備し、正式に道の駅となった。
直売センターでは、新鮮な農作物や地元でとれた山菜の加工品を販売する。

## 主な施設
- 駐車場
  - 普通車：16台
  - 大型車：2台
  - 身障者用：2台
- トイレ（いずれも24時間利用可能）
  - 男：大 1器、小 4器
  - 女：4器
  - 身障者用：1器
- 公衆電話：1台
- ふるさとの丘直売センター
  - ふるさとの丘直売センター
  - 休憩所
- リンリン公園
  - パークゴルフ場
  - バンガロー

## 休館日
- 年末年始（12月31日 - 1月1日）

## アクセス
- 国道5号[1]

## 周辺
- 目名駅